# Schottea taupoensis
Schottea taupoensis là một loài chân đều trong họ Pseudojaniridae. Loài này được Serov & Wilson miêu tả khoa học năm 1999.